# Моторыгин, Василий Семёнович
Василий Семенович Моторыгин (1908—1992) — советский офицер, участник Великой Отечественной войны, командир взвода 5-й стрелковой роты 231-го гвардейского стрелкового полка 75-й гвардейской стрелковой дивизии 30-го стрелкового корпуса 60-й армии Центрального фронта, гвардии лейтенант, Герой Советского Союза (1943), позднее — гвардии старший лейтенант.

## Биография
Родился 3 апреля 1908 года в селе Николаевка (ныне — Моршанский район Тамбовской области). Окончил лесной техникум, работал в лесхозе Шацкого района Рязанской области.
В Красную Армию призван в 1942 году и направлен в Рязанское военное пехотное училище, которое окончил в 1943 году. Младший лейтенант Моторыгин В. С. был назначен командиром взвода 5-й стрелковой роты 231-го гвардейского стрелкового полка 75-й гвардейской стрелковой дивизии.
Участвует в Курской битве в районе Поныри-Ольховатка, сначала отражая немецкое наступление, а затем участвуя в разгроме и преследовании противника. 

В боях на Орловско-Курском направлении за хут. Дружковский 7.7.43 г. проявил себя смелым, инициативным командиром, при отражении танков и пехоты противника, умело руководил своим взводом, в результате чего атака противника была отбита. Истребил со своим взводом до 40 солдат и офицеров. Был ранен
 За боевые действия на Курской дуге и образцовое выполнение боевых заданий награждён медалью «За отвагу».
Осенью 1943 года 75-я гвардейская стрелковая дивизия в составе 30-го стрелкового корпуса 60-й армии форсирует реку Десна и выходит на восточный берег Днепра. Взвод гвардии лейтенанта Моторыгина В. С. в составе 231 гвардейского стрелкового полка 24 сентября форсирует реку Днепр в районе сел Глебовка и Ясногородка (Вышгородский район Киевской области), в 35 км севернее города Киев. Командир полка гвардии подполковник Маковецкий Ф. Е. в наградном листе на Моторыгина написал:

В боях на Киевском направлении с 25.8 по 8.10.43 г. проявил себя смелым, решительным, волевым, отважным командиром.
24.9.43 г. под сильным артминометным огнём и бомбардировкой с воздуха вражеской авиации Моторыгин со своим взводом первым форсировал р. Днепр и с выходом на западный берег вступил в бой за расширение плацдарма. Сломив сопротивление противника и отбросив его за русло старого Днепра Моторыгин со своим взводом форсировал вброд старый Днепр и продолжал наносить удары по противнику.
Несмотря на превосходящие силы противника, Моторыгин вынудил врага отойти, уничтожив в этом бою более роты пехоты противника, 5 пулеметов и 6 минометов и своими действиями по разгрому передовых частей противника обеспечил переправу через Днепр своего батальона.
Несмотря на полученные контузии, Моторыгин не оставил поля боя, продолжал командовать взводом, находясь все время впереди, и личным примером мужества и отваги увлекал своих подчиненных в бой.
В неоднократных рукопашных схватках с противником Моторыгин всегда был в самых жарких местах боя и своим личным участием неуклонно обеспечивал успех разгрома и уничтожения гитлеровцев.
В боях за 2 водных рубежа Моторыгин лично уничтожил из автомата 37 гитлеровцев, а ручными гранатами уничтожил 2 пулемета и 3 минометных расчета.

Своим личным участием на решающих участках боя и личными неоднократными подвигами Моторыгин обеспечил успех нашим подразделениям выхода на западный берег р. Днепр.
Указом Президиума Верховного Совета СССР от 17 октября 1943 года за успешное форсировании реки Днепр севернее Киева, прочное закрепление плацдарма на западном берегу реки Днепр и проявленные при этом мужество и геройство гвардии лейтенанту Моторыгину Василию Семеновичу присвоено звание Героя Советского Союза с вручением ордена Ленина и медали «Золотая Звезда».
В дальнейших боях за расширение плацдарма взвод под командованием Моторыгина В. С. «в течение 26 и 27 сентября отразил 6 контратак пехоты противника.
27.9.43 г. в период боя он заменил раненого командира роты и продолжал выполнение поставленной командиром батальона задачи». Моторыгин был награждён орденом Красной Звезды.
При освобождении Беларуси, как написал командир 231 гвардейского стрелкового полка гвардии майор Максимов В. А. в наградном листе, Моторыгин 

в боях за село Давыдовичи 8 января 1944 года умело командовал ротой, его рота одна из первых ворвалась в траншеи противника, выбила его из занимаемых рубежей и первой ворвалась в село, которое прочно удерживала. В этом бою тов. Моторыгин был тяжело ранен.
За этот бой Моторыгин был награждён орденом Отечественной войны 2 степени.
В 1945 году гвардии старший лейтенант В. С. Моторыгин был демобилизован.
После войны работал директором Шацкого лесхоза в Рязанской области, затем переехал в Одессу.
Умер 8 ноября 1992 года.

## Награды
- Медаль «Золотая Звезда» № 1563 Героя Советского Союза (17 октября 1943);
- орден Ленина;
- орден Отечественной войны I степени;
- орден Отечественной войны II степени;
- орден Красной Звезды;
- медали.

## Память
- В лесхозе Шацкого района Рязанской области установлена мемориальная доска.
- В учебном центре Сухопутных войск Вооружённых сил Украины «Десна» установлен бюст Героя.